# Богдалов, Фарид Яхяевич
Фарид Яхяевич Богдалов (род. 1963, Луховицы, Московская область) — российский художник, один из создателей московского арт-сквота «Фурманный переулок».

## Биография
Родился в 1963 году в городе Луховицы Московской области. Чемпион Москвы и Московской области по дзюдо.
С 1984 по 1986 год учился в МГХИ им. Сурикова на факультете живописи. В 1989 году вступил в Московский горком художников-графиков.
В 1987 году выступает одним из основателей арт-сквота «Фурманный переулок».
В 1990 году создаёт с Георгием Литичевским арт-группу «БОЛИ» (Богдалов-Литичевский), в составе которой работает до 1992 года.
В соавторстве с Сергеем Калининым создал ремейк знаменитого репинского «Торжественное заседание Государственного совета 7 мая 1901 года» под названием «Торжественное заседание Федерального собрания» размером 4х9 метров.
С 1994 года становится членом МСХа.
В 1995 году создает совместно с О. Мавроматти арт-группу «Секта Абсолютной Любви», в которую также вошли Император ВАВА, Дмитрий Пименов, Михаил и Татьяна Никитины, Алена Мартынова.

## Работы находятся в собраниях
- Kolodzei Art Foundation, США.
- Christian Keesee, США.
- Сэм Хэррелл, США.
- Борис Дорофеев, США.
- Юрий Махитарьян, РФ.
- Пьер-Кристиан Броше, Франция.
- Джулиан Гори, Италия.
- Paolo Sprovieri, Рим, Италия.
- Берн Йоллис, Швеция .

## Персональные выставки
- 2011 — «Видимое и невидимое». Галерея Веры Погодиной, Москва.[2]
- 2001 — «Вам хорошо». Галерея «Fine Art», Москва.[4]
- 1998 — «Коллекция Артефактов». Резиденция военного атташе Франции, Москва[5].

## Акции
- 1995 — «Гоморра». Водный стадион «Динамо», Москва.
- 1995 — «Солнечный удар». Сад ЦДСА, Москва.
- 1995 — «Попкорм. Уголок Дурова». Уголок Дурова, Москва.
- 1995 — «Любовный треугольник». Гагаринская площадь (памятник Гагарину), Саввинская набережная, Октябрьская площадь, Москва.
- 1995 — «Повелитель мух». Москва.
- 1995 — «Самоубийство ангелов». Садовническая набережная (на месте снесенной школы), Москва.
- 1995 — «Жизнь за кошку». Садовая Триумфальная улица, Москва.
- 1995 — акции в составе «Секты Абсолютной Любви» — «Зеркальная болезнь». Кутафья башня, Кремль, Москва.
- 1992 — «Рыба московского авангарда». Чистопрудный бульвар, Москва.
- 1990-91 — «Куботерапия» (группа «БОЛИ»). Галерея «ЧП», Москва; «The Lab», Сан-Франциско; Juliano Gori Museum, Флоренция; Museo Poesia, Милан.
- 1990 — «Коллекционер» (группа «БОЛИ»). Галерея «ЧП», Москва.
- 1990 — «Пельменная» (группа «БОЛИ»). Кафе-пельменная на ул. Чернышевского, Москва.
- 1990 — «Матери Буратино» (группа «БОЛИ»). Галерея «ЧП», Москва.
- 1990 — «Открытие Литичевского» (группа «БОЛИ»). Галерея «ЧП», Москва.
- 1990 — «Кубики» (группа «БОЛИ»). Галерея «ЧП», Москва.
- 1990 — «Белая акция» (жест отречения от московской номы). Чистопрудный бульвар, Москва.